# El Sol de Texas
El Sol de Texas es el periódico semanal en español más antiguo de Texas (EE. UU.), que se edita desde 1977 a través de "El Sol Media Communications". Tiene una distribución de 50.000 copias semanales.
Fue reconocido como el mejor periódico en español de EE. UU. por la "National Association of Hispanic Publications".
Sus noticias tratan de cubrir las necesidades informativas de la creciente comunidad hispana de Texas (segundo estado con mayor población hispana) con noticias de Texas y de EE. UU., deportes, el mundo de los negocios y el entretenimiento.
También tiene su versión en Internet, donde ha recibido 50.000 visitas en el primer cuarto de año del 2007.